# Chlumeček (Cheb)
Chlumeček (německy Lehenstein, dříve Lehstein) je malá vesnice, dnes část města Chebu. Nachází se 2,5 km severně od centra Chebu, přibližně 400 metrů od exitu 169 dálnice D6, kde se též napojuje silnice I/21.

## Historie
Původně se jednalo o dvě vesnice, Malý a Velký Chlumeček. První písemná zmínka o Malém Chlumečku pochází z roku 1360 v souvislosti s hradem, který se na jeho území nacházel. Hrad ovšem po třicetileté válce beze stop zanikl. V roce 1542 byla v místě vybudována tvrz, v 18. století přestavěná na zámeček a roku 1977 zbořená. Jediné, co se dochovalo z původních statků v Chlumečku, je přízemní budova s půdním patrem, která je v rukou soukromníka.

## Obyvatelstvo
Při sčítání lidu v roce 1921 zde žilo 33 obyvatel německé národnosti, z nichž se 27 obyvatel se hlásilo k římskokatolické církvi, šest k evangelické církvi.
| Rok            | 1869 | 1880 | 1890 | 1900 | 1910 | 1921 | 1930 | 1950 | 1961 | 1970 | 1980 | 1991 | 2001 | 2011 |
| -------------- | ---- | ---- | ---- | ---- | ---- | ---- | ---- | ---- | ---- | ---- | ---- | ---- | ---- | ---- |
| Počet obyvatel | 31   | 28   | 29   | 21   | 37   | 33   | 48   | 31   | 20   | 25   | –    | –    | 2    | 22   |
| Počet domů     | 6    | 2    | 6    | 3    | 6    | 4    | 4    | 4    | –    | 4    | –    | –    | 4    | 6    |

## Obecní správa
Chlumeček byl v letech 1869–1890 a 1900–1930 pod názvem Lehenstein osadou obce Cheb v okrese Cheb, v letech 1950–1980 osadou obce Cheb. Zanikla 1.3.1980 a stala se součástí Chebu.

## Pamětihodnosti
- socha sv. Jana Nepomuckého (1775)
- Památný dub letní